# Chim cánh cụt Chatham
Chim cánh cụt Chatham (Eudyptes warhami) là một loài chim cánh cụt giờ đã bị tuyệt chủng. Chúng chỉ được biết đến từ những mẩu xương hóa thạch, mới tuyệt chủng gần đây là vào khoảng cuối thế kỷ 19, và có lẽ là do hậu quả của việc giam giữ phân loại này vào khoảng giữa 1867 và 1872. Chúng có vẻ như là một loài đặc trưng, sở hữu một chiếc mỏ mỏng và thấp. Cho đến năm 2009, loài này vẫn chưa được chính thức công nhận